# Димка (фільм)
«Димка» — радянський телефільм 1985 року, знятий режисером Ігорем Негреску на студії «Київнаукфільм».

## Сюжет
За мотивами однойменної повісті Вілла Джеймса. Димку — прекрасного жеребця — помітив у дикому табуні молодою ковбой Джері. Але на Димку є плани й у господаря ранчо, який хоче подарувати жеребця своїй коханій. У боротьбі з господарем на боці ковбоя вірні друзі: циркачка, собака-басет та пантера.

## У ролях
- Валерія Цой — Лу
- Альгіс Арлаускас — Джері
- Олександр Тимофєєв — Клінт
- Ерменгельд Коновалов — дядечко Зів
- Сергій Бойко — Перес
- Стасіс Петронайтіс — Джарвіс
- Олена Амінова — Грейвс
- Віктор Андрієнко — Майк
- Валерій Чигляєв — Джо
- С. Бєляєв — епізод
- Михайло Буділов — епізод
- В. Возвишаєв — епізод
- М. Марієнко — епізод

## Знімальна група
- Режисер-постановник — Ігор Негреску
- Сценаристи — Ігор Негреску, Наталія Небилицька
- Оператор-постановник — Віталій Філіппов
- Композитор — Ігор Корнелевич
- Художник-постановник — Юрій Шишков